# Бангладешско-узбекистанские отношения
Бангладешско-узбекистанские отношения — двусторонние дипломатические отношения между Бангладеш и Узбекистаном. У Бангладеш есть посольство в Ташкенте, а у Узбекистана есть посольство в Дакке.

## История
30 декабря 1991 года Бангладеш признал независимость Узбекистана.
15 октября 1992 года в Ташкенте был подписан протокол об установлении дипломатических отношений между двумя странами на уровне посольств.
В марте 1996 года состоялось открытие Посольства Бангладеш в Узбекистане.

## Визиты

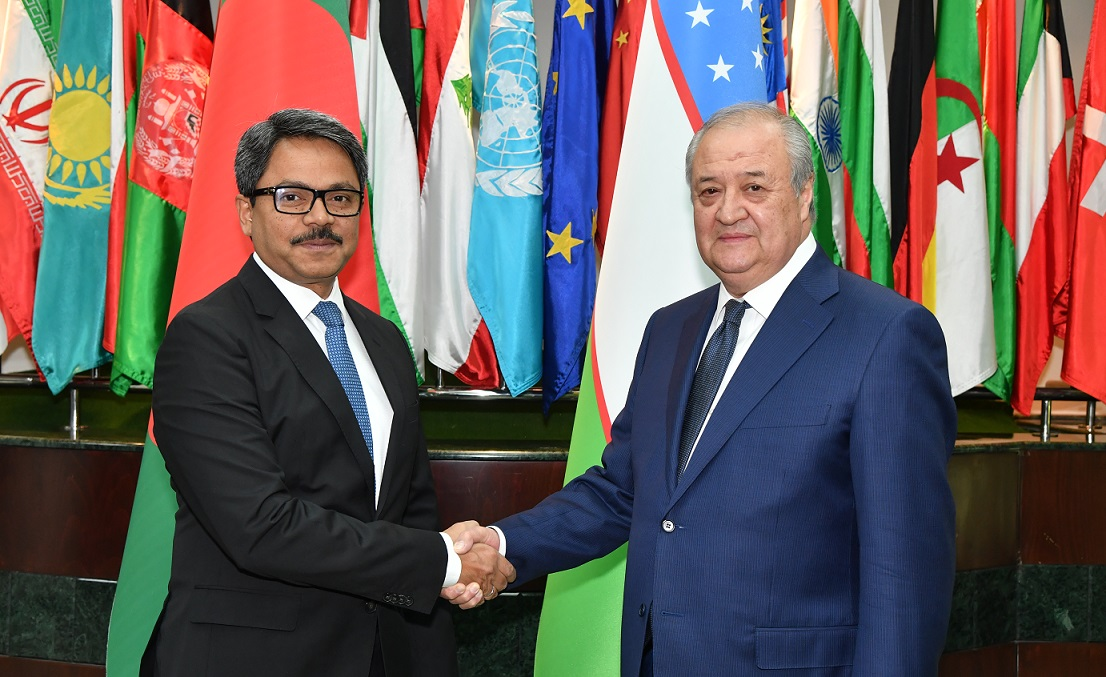
Встреча министра иностранных дел Узбекистана Абдулазиза Камилова с государственным министром иностранных дел Бангладеш Шахрияром Аламом 11 апреля 2018 года

В феврале 1998 состоялся первый официальный визит министра иностранных дел Узбекистана Абдулазиза Камилова в Бангладеш. В июле 2000 года с ответным визитом в Узбекистане побывал министр иностранных дел Бангладеш Абдус Самад Азад.
5—7 мая 2012 года в Ташкенте прошло 1-е заседание Узбекско-бангладешской межправительственной комиссии по торгово-экономическому сотрудничеству.
18 апреля 2014 года в МИД Узбекистана состоялась встреча с Чрезвычайным и Полномочным Послом Бангладеш Масудом Маннаном.
24—25 апреля 2014 года состоялся визит делегации Республики Узбекистан во главе с министром внешнеэкономических связей, инвестиций и торговли Элёром Ганиевым в Дакку. В ходе визита проведено второе заседание Узбекско-бангладешской межправительственной комиссии по торгово-экономическому сотрудничеству.
10 сентября 2015 года в МИД Узбекистана состоялась встреча с Чрезвычайным и Полномочным Послом Бангладеш Масудом Маннаном.
23—28 января 2018 года состоялся визит делегации Узбекистан во главе с первым заместителем министра экономики Мубином Мирзаевым в Бангладеш. В ходе визита был изучен опыт Бангладеш в сфере развития текстильной промышленности.
8—12 апреля 2018 года состоялся визит государственного министра иностранных дел Бангладеш Шахрияра Алама в Узбекистан.
28 января 2019 года первый заместитель министра иностранных дел Узбекистана Ильхом Неъматов встретился с послом Бангладеш Масудом Маннаном.
7 марта 2019 года в Дакке посол Узбекистана с резиденцией в Дели Фарход Арзиев вручил свои верительные грамоты президенту Бангладеш Абдулу Хамиду.
9 октября 2020 года министр иностранных дел Узбекистана Абдулазиз Камилов принял посла Бангладеш Масуда Маннана.

## Торговля
В 2018 году товарооборот между Бангладеш и Узбекистаном составил 53 млн $.
Согласно данным UN Comtrade, в 2020 году узбекский импорт товаров из Бангладеш составил 16,17 млн $, а узбекский экспорт в Бангладеш составил 21,79 млн $.
В Республике Узбекистан осуществляют деятельность 6 предприятий с участием бангладешского капитала, в том числе 1 предприятие со 100%-ным иностранным капиталом.